# Ossau-Iraty

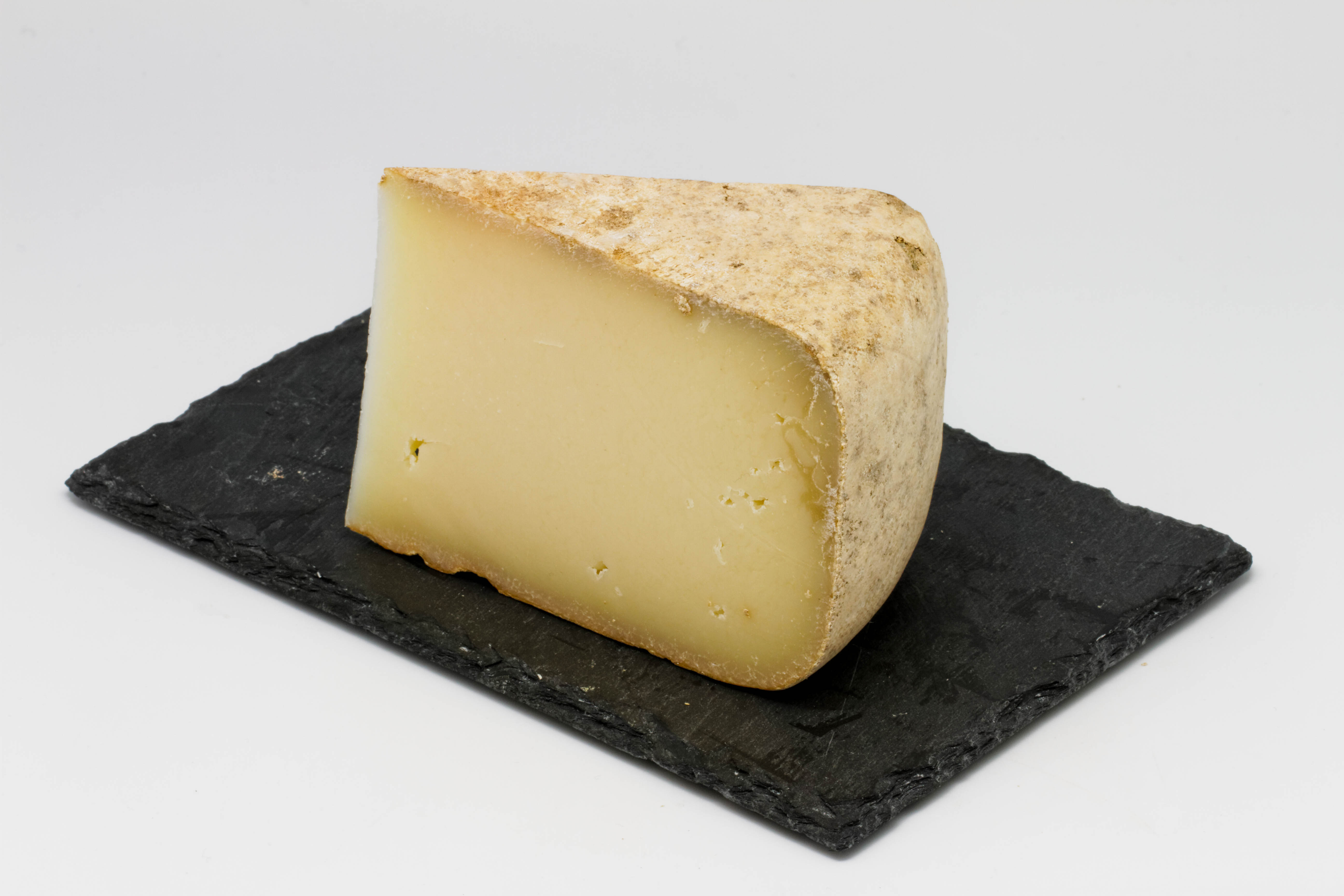
Brânza Ossau-Iraty

Ossau-Iraty este o brânză franceză din lapte de oaie, ușor presată și nefiartă, produsă în Țara Bască franceză și în regiunea Béarn. A fost numită după muntele Pic du Midi d'Ossau și după pădurea Iraty.
Istoric, este o brânză de stână, fabricată de ciobanii în zonele montane și vândută în zonele de vale. Se prezintă sub forma unui cilindru cu margine exterioară dreaptă sau ușor convexă, cu diametrul de 25-26 cm și cu greutatea cuprinsă între 4 și 5 kilograme. Coaja este tare, de culoare variind de la galben-portocaliu la brun. Pasta este omogenă și fondantă, de culoare fildeșului. 
Din 1980 brânza Ossau-Iraty face obiectul unei denumiri de origine controlată (AOC) în Franța și din 2003 al unei denumiri de origine protejată (AOP) în Uniunea Europeană. Producția de Ossau-Iraty AOP era de 3.200 tone în anul 2006.